# Stadionul Metalul
Stadionul Metalul este un stadion multifuncțional din Buzău, România. Acesta este folosit în special pentru meciuri de fotbal și este terenul propriu al echipei Metalul Buzău. Stadionul are o capacitate de 1.606 locuri. În 2019, a fost redenumit „Metalul” înapoi după 11 ani.
Construit în anii 1980 pentru Daciada, este situat lângă Stadionul Municipal, aflat lângă parcul Crâng. El a fost folosit de-a lungul timpului de echipele secundare din Buzău și din zona Buzăului care jucau în sistemul divizionar național. Terenul a purtat în perioada 2008-2019 numele lui Cornel Negoescu, fost fotbalist la Gloria Buzău.
1. ↑  Stadionul Cornel Negoescu at soccerway.com